# Фабиан, Габор
Габор Фабиан (венг. Fábián Gábor; 28 декабря 1795, Балатональмади (ныне: Венгрия) — 10 декабря 1877, Арад (ныне: Румыния)) — венгерский писатель, поэт и переводчик, юрист, адвокат.
Адвокат по профессии. Написал много стихотворений и рассуждений, напечатанных в различных журналах.
Известен, прежде всего, переводами на венгерский язык: «Песен Оссиана» (1843), книги Токвиля «Демократия в Америке» (1846), речей Цицерона (1865), поэмы Лукреция (1870) и др.